# Преображенская, Елена Борисовна
Елена Борисовна Преображенская (22 февраля 1943, Москва — 2008) — советский скульптор.

## Биография
Родилась 22 февраля 1943 года в Москве в семье художников. Талант Елены Преображенской был рано замечен Сергеем Коненковым. Окончила высшее художественно-промышленное училище.

## Работы находятся в собраниях
- Государственная Третьяковская галерея[2]
- Государственный Русский музей[2]
- Ярославский художественный музей

## Известные работы
- 1976 — Н. В. Гоголь. Коллекция Ярославского художественного музея.
- 1980 — Академик А. Е. Ферсман, Апатиты
- Преподобный Сергий Радонежский. Храм Христа Спасителя, Москва.
- Бюст Виктора Литвинова, Таганрог.
- Композитор А. Бородин.
- А. С. Пушкин.
- Памятник К. А. Савицкому, Пенза.

## Семья
- Кравченко, Алексей Ильич (1889—1940) — дед, художник, живописец, график, иллюстратор.
- Преображенский, Борис Владимирович (1910—1995) — отец, художник.
- Кравченко, Лина Алексеевна (1911—1967)[3] — мать, художник-график.